# Parga Chasmata
Pour les articles homonymes, voir Parga (homonymie).
Parga Chasmata est une profonde vallée longue de 10 000 kilomètres située sur l’hémisphère sud de la planète Vénus.
Parga désigne une sorcière de la forêt dans la culture des Nénètses.